# Fred Niblo

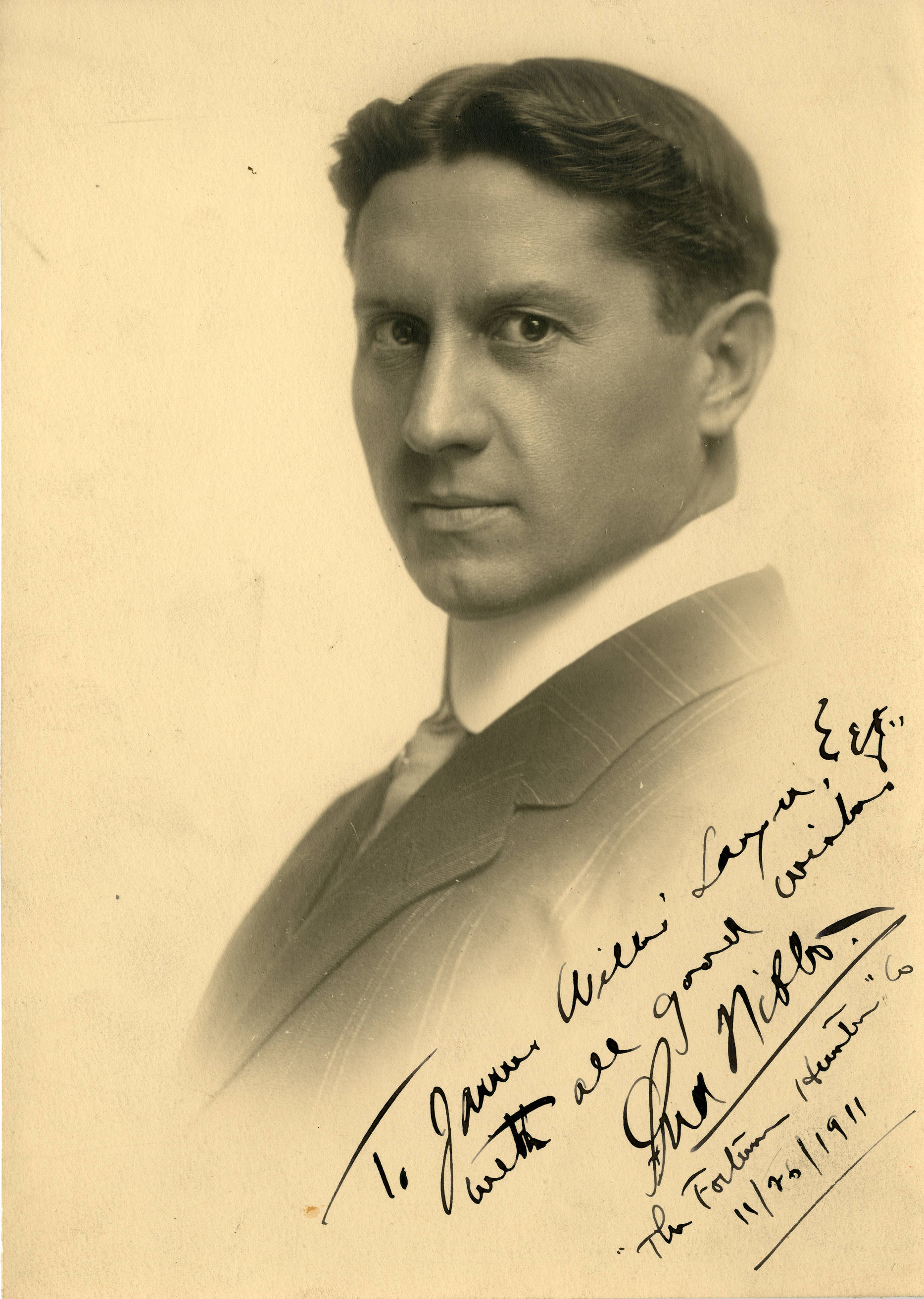
Fred Niblo (1911)

Fred Niblo (York (Nebraska), 6 de gener de 1874 − Nova Orleans (Louisiana), 11 de novembre de 1948) va ser un actor primerenc de cinema mut i posteriorment director i productor. Entre les seves pel·lícules més destacades es pot citar The Mark of Zorro (1920), Els tres mosqueters (1921), Sang i arena (1922), Ben-Hur (1925) i The Mysterious Lady (1928).

## Biografia
Frederick Liedtke va néixer a l’estat de Nebraska el 1874. Diferents fonts apunten que el seu nom real però era Frederico Nobile però aquesta dada sembla ser errònia. El seu pare havia estat capità durant la Guerra Civil dels Estats Units i la seva mare era d’origen francès. El 1897 apareixia com a actor juvenil en diferents companyies teatrals a Nova York. Va adoptar el nom de Fred Niblo quan inicià la seva carrera com a actor de vodevil. Era considerat un dels millors monologuistes en aquell moment. El 1901 es va casar amb Josephine Cohan, germana gran de George M. Cohan i abandonà la interpretació per dedicar-se a gestionar les actuacions dels “The Four Cohans”. Inicià la seva carrera cinematogràfica fent reportatges en diferents països de l’Àfrica el 1908 i 1909 que després presentava en teatres dels Estats Units. En morir la seva dona el 1916 es va traslladar a Hollywood i el 1917 Thomas H. Ince el va contractar com a director. Va realitzar una quinzena de comèdies amb Enid Bennett amb qui es casaria el 1918. Entre aquestes es poden esmentar Stepping Out (1919), Dangeours Hours (1919), Sex (1920) o Silk Hosiery (1920).
Durant la dècada del 1920 fou considerat un director molt preeminent. Fou contractat per Douglas Fairbanks a qui dirigí a The Mark of Zorro (1920) i Els tres mosqueters (1921). L’èxit d’aquestes li permeté rodar Sang i arena (1922) amb Rodolfo Valentino. Louis B. Mayer el va contractar per a la MGM per dirigir Ramon Novarro a Thy Name Is Woman (1924) i a la superproducció Ben-Hur (1925). També dirigiria Greta Garbo a The Tempress (1926) i The Mysterious Lady (1927), Norma Talmadge a Camille (1927), Lillian Gish a The Enemy (1927) i Joan Crawford a Dream of Love (1928). El 1927 va ser un dels 36 fundadors de l'Acadèmia de les Arts i les Ciències Cinematogràfiques dels Estats Units.
Malgrat tots aquests èxits, la seva carrera com a director va començar a minvar amb l’arribada del sonor. Redemption (1930) va ser un fracàs i va suposar també l’inici de la fi de la carrera de John Gilbert. La darrera pel·lícula Blame the Woman (1932) fou un altre fracàs per lo que abandonà la direcció, tot i que encara retornaria a la interpretació en diversos films. El 1938 es va retirar per viure al seu ranxo tot i que es mantingué actiu en diferents causes socials. Entre el 1940 i 42 va retornar a la interpretació en papers secundaris com a Lluna de mel (1942). Durant un viatge per Carib amb la seva esposa, va contraure una pneumònia i morí dues setmanes després.

## Filmografia com a director
- Get-Rich-Quick Wallingford (1916)
- Officer 666 (1916)
- The Marriage Ring (1918)
- When Do We Eat? (1918)
- Fuss and Feathers (1918)
- Happy Though Married]' (1919)
- Partners Three (1919)
- The Law of Men (1919)
- The Haunted Bedroom (1919)
- The Virtuous Thief (1919)
- Stepping Out (1919)
- What Every Woman Learns (1919)
- Dangerous Hours' (1919)
- The Woman in the Suitcase (1920)
- Sex (1920)
- The False Road (1920)
- Hairpins (1920)
- Her Husband's Friend (1920)
- The Mark of Zorro (The Mark of Zorro) (1920)
- Silk Hosiery (1920)
- Mother o' Mine (1921)
- Greater Than Love (1921)
- Els tres mosqueters (1921)
- The Woman He Married (1922)
- Sang i arena (1922)
- Rose o' the Sea (1922)
- The Famous Mrs. Fair (1923)
- Strangers of the Night (1923)
- Thy Name Is Woman (1924)
- The Red Lily (1924)
- Ben-Hur (1925)
- The Temptress (1926)
- Camille (1927)
- The Devil Dancer (1927)
- The Enemy (1927)
- Adriana Lecouvreur (1928)
- Two Lovers (1928)
- The Mysterious Lady (1928)
- Dream of Love (1928)
- Redemption (1930)
- Way Out West (1930)
- The Big Gamble (1931)
- Young Donovan's Kid (1931)
- Two White Arms (1932)
- Diamond Cut Diamond (1932)